# Prolepsis pseudopluto
Prolepsis pseudopluto är en tvåvingeart som beskrevs av Lamas 1973. Prolepsis pseudopluto ingår i släktet Prolepsis och familjen rovflugor. Inga underarter finns listade i Catalogue of Life.